# رالف بين
رالف بين (بالإنجليزية: Ralph Bean)‏ (20 مايو 1980 ببرمودا في المملكة المتحدة - ) هو مدرب كرة قدم ولاعب كرة قدم أمريكي في مركز الوسط. شارك مع منتخب برمودا لكرة القدم. أما مع النوادي، فقد لعب مع Bermuda Hogges F.C. ‏ وNorth Village Rams ‏.

## وصلات خارجية
- رالف بين على موقع قاعدة بيانات كرة القدم.إي يو (الإنجليزية)
- رالف بين على موقع ناشيونال فوتبول تيمز (الإنجليزية)